# Louis Richard (football)
Pour les articles homonymes, voir Louis Richard (homonymie).
Louis Richard est un footballeur international suisse. Il évoluait au poste de milieu de terrain.

## Biographie

### En club
Louis Richard est joueur du Servette FC durant sa carrière dans les années 1920,.
Il est sacré Champion de Suisse à trois reprises en 1922, 1925 et 1926.
Il remporte la Coupe de Suisse en 1928.

### En équipe nationale
International suisse, Louis Richard dispute trois matchs amicaux en équipe nationale suisse de 1922 à 1923,.
Il dispute son premier match le 19 novembre 1922 contre les Pays-Bas (victoire 5-0 à Berne).
Son deuxième match est une victoire 2-0 contre l'Autriche à Genève le 21 janvier 1923.
Il fait partie du groupe suisse médaillé d'argent aux Jeux olympiques de 1924 mais ne dispute aucun match durant le tournoi.
Son dernier match en sélection a lieu le 11 mars 1923 contre la Hongrie (défaite 1-6 à Lausanne).

## Palmarès
| \| Servette FC - Championnat de Suisse (3) : - Champion : 1921-22, 1924-25 et 1925-26. - Coupe de Suisse (1) : - Vainqueur : 1927-28. \| |  | Suisse - Jeux olympiques : - Argent : 1924. |
| Servette FC - Championnat de Suisse (3) : - Champion : 1921-22, 1924-25 et 1925-26. - Coupe de Suisse (1) : - Vainqueur : 1927-28.       |  |                                             |